# Полукіря
Полукі́ря (рос. Полукиря, чув. Савут) — селище у складі Алатирського району Чувашії, Росія. Входить до складу Кірського сільського поселення.
Населення — 9 осіб (2010; 19 у 2002).
Національний склад:
- чуваші — 100 %